# マザー・テラサワ
マザー・テラサワ（1982年6月23日 - ）は、日本のピン芸人。「哲学芸人」を標榜し、哲学・政治思想・社会科学の知見を織り込んだ芸風で知られる。「オフィス笑いの現象学」所属。

## 略歴・概要
北海道北見市出身。北海道北見北斗高等学校、横浜市立大学卒業、早稲田大学大学院政治学研究科修士課程除籍。
2010年5月、プロダクション人力舎の養成所「スクールJCA」に19期生として入学。2011年4月に卒業し、その後しばらくフリーで活動。
2012年9月、オフィス北野の若手芸人育成枠「北野ファーム」所属。
2013年8月17日、赤坂サカス「北野合衆国」での公開審査会を経てオフィス北野に所属。
2014年1月、お笑いライブの形態を取る公開自主講座「マザー・テラサワ定例読書会『思想のユーモア／ユーモアの思想』」開始
。
2015年7月、猿渡司（元ロケットパンチ）と漫才コンビ「マイルストーン2」を結成。M-1グランプリ2015で3回戦進出。
2018年4月30日、オフィス北野退所。
2019年7月、キャノンすえながとコントユニット「マイルストーン3」を結成、キングオブコント2019に出場。
2021年9月、批評家の切通理作が店主を務める阿佐谷の古書店「ネオ書房」でモンテスキュー『法の精神』の出張講義を行う。

## 賞レース戦績

### R-1ぐらんぷり／R-1グランプリ
- 2012年 1回戦敗退[13]
- 2013年 1回戦敗退[14]
- 2014年 1回戦敗退[15]
- 2015年 2回戦進出[16]
- 2016年 2回戦進出[17]
- 2017年 2回戦進出[18]
- 2018年 2回戦進出[19]
- 2019年 準々決勝進出[20]
- 2020年 3回戦進出[21]
- 2021年 2回戦進出[22]
- 2022年 1回戦敗退[23]
- 2024年 1回戦敗退
- 2025年 2回戦進出[24]

### M-1グランプリ
- 2015年 3回戦進出[9]
- 2016年 1回戦敗退
- 2017年 1回戦敗退
- 2018年 2回戦進出
- 2019年 1回戦敗退
- 2021年 2回戦進出

### その他
- 2013年 歌ネタ王決定戦 準決勝進出[25]
- 2019年 キングオブコント 1回戦敗退[26]

## 出演

### テレビ
- エンダン（NOTTV）- 2013年9月24日
- 一夜づけ（テレビ東京）- 2017年10月1日[27]
- 有吉の壁（日本テレビ）- 2022年2月16日「『助っ人と壁』を越えろ! おもしろ学園選手権」

### ラジオ
- マイナビ Laughter Night（TBSラジオ）- 2016年9月24日[28]、2017年5月5日[29]、2018年3月16日[30]
- モテないラジオ（楽天FM）- 2016年9月19日[31]

### 主な出演ライブ
- フライデーナイトライブ（オフィス北野事務所ライブ）（2011年 - 2018年）
- 自主主催ライブ「笑いの現象学」（2012年 - ）
- 北野ファームライブ（オフィス北野若手ライブ）（2012年 - 2018年）
- サタデーアフタヌーンライブ（オフィス北野若手ライブ）（2014年 - 2018年）
- マザー・テラサワ定例読書会「思想のユーモア／ユーモアの思想」（2014年 - ）

### 単独ライブ
- 第一回単独講演会「玩具としての形而上学に関する若干の試論」（2013年11月20日 原宿ヒミツキチオブスクラップ）
- 第二回単独講演会「玩具としての形而上学に関する複数のアポリア」（2015年7月8日 なかの芸能小劇場）
- 第三回単独講演会「玩具としての形而上学に関するロゴスの啓蒙」（2017年11月26日 DAYS赤坂見附）[32]
- マザー・テラサワ現代社会分析報告会（2018年上半期）～哲学芸人はなぜジプシー化したのか～（2018年6月3日 西新宿BASE POINT）
- マザー・テラサワ現代社会分析報告会（2018年下半期）～一億総監視社会における哲学芸人の遊び方～（2018年12月15日 新宿Naked Loft）
- マザー・テラサワ現代社会分析報告会（2019年上半期）～変転する元号、漸進する西暦、厭世する哲学者～（2019年6月30日  西新宿BASE POINT）
- マザー・テラサワ現代社会分析報告会（2019年下半期）～石神井のトカゲは黄昏時に這い出す～（2019年12月21日 西新宿BASE POINT）
- マザー・テラサワ現代社会分析報告会（2021年下半期）～問屋街で卸すモダンとアナログの思想処分市～（2021年12月18日 Funshare 浅草橋）
- マザー・テラサワ現代社会分析報告会（2022年上半期）～プロパガンダの相克がもたらす哲学芸人的予定不調和のメソドロジー～（2022年6月18日 秋葉原レンタルスペース201）
- マザー・テラサワ現代社会分析報告会（2022年上半期）～お笑いマルチチュードの離合集散に関する歌舞いた考察～（2022年12月10日 ROCK CAFE LOFT）

### 著作
- マザー・テラサワ定例読書会傑作選(1)プラトン『饗宴』（自主刊行、2021年）[33]
- マザー・テラサワ定例読書会傑作選(2)モンテスキュー『法の精神』（TRASHBOOKS、2021年）[34]
- マザー・テラサワ定例読書会傑作選(3)ヴァルター・ベンヤミン『複製技術時代の芸術作品』（TRASHBOOKS、2021年）[35]
- マザー・テラサワ定例読書会傑作選(4)森岡正博『無痛文明論』（TRASHBOOKS、2021年）[36]
- マザー・テラサワ定例読書会傑作選(5)ミシェル・フーコー『狂気の歴史』（TRASHBOOKS、2022年）[37]
- マザー・テラサワ定例読書会傑作選(6)ジョン・スチュアート・ミル『自由論』（TRASHBOOKS、2022年）[38]